# جورج هيمينغ
جورج هيمينغ (بالإنجليزية: George Hemming)‏ هو لاعب كرة قاعدة أمريكي، ولد في 15 ديسمبر 1868 في كارولتون في الولايات المتحدة، وتوفي في 3 يونيو 1930 في سبرينغفيلد في الولايات المتحدة.

## وصلات خارجية
- جورج هيمينغ على موقعبيزبول رفرنس.كوم (الدوري الرئيسي) (الإنجليزية)